# Dacia Sport Turbo
Dacia Sport Turbo este o mașină de raliu Dacia din 1984.

## Istoric
Nicu Grigoraș inventatorul Daciei Sport Turbo, pe care o prezintă la saloanele auto de la Amsterdam și Copenhaga. Datele tehnice erau cel puțin impresionante (sursa: Rally Raid Courier):
- motor cu 4 cilindrii în linie, 1397 cmc, de fabricație românească IATSA SA (majoritatea prototipurilor cât și anumite mașini de serie au fost produse de IATSA SA și nu de DACIA SA, IATSA SA reprezentând unitatea de producție județeană. Astfel multe modele de serie sau de competiție au fost produse la nivel județean de inimoși cercetători și ingineri auto la IATSA SA Brașov, Argeș, Galați etc.) - chiulasa de Renault Alpine 5 de serie - turbocompresor Garett sau KKK cu supapă de by-pass mecanică - injecție de benzină mecanică K Jetronic Bosch, preluată de la VW Golf 2 GTI 1.8 16v - presiune de supraalimentare 0,7 – 1,3 bar, reglabilă din bord - putere maximă 180–220 cp la max 6500 rpm - cuplu maxim 20–25 kgfm la 3000–4000 rpm - cutie de viteze cu 5 raporturi și 2 grupuri conice 9/34 și 8/33, ce permiteau obținerea unei viteze maxime între 220 km/h (dispărut motorul în 1991, caroserie existentă).